# Rosalind Franklin

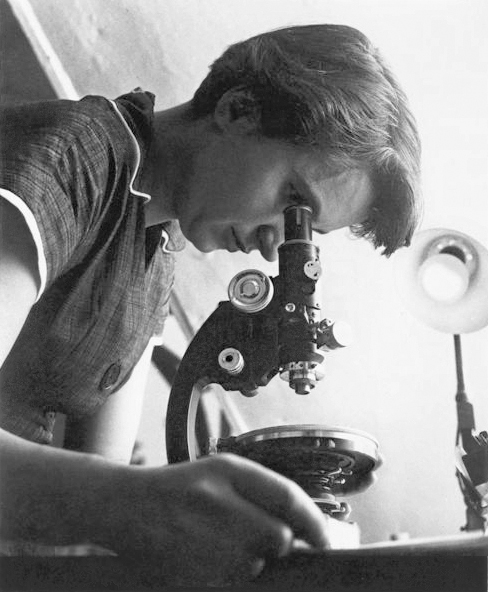
Rosalind Franklin 1955

Rosalind Elsie Franklin (geboren am 25. Juli 1920 in London; gestorben am 16. April 1958 ebenda) war eine britische Biochemikerin. Franklin war Spezialistin für die Röntgenstrukturanalyse kristallisierter Makromoleküle. Ihre Grundlagenforschung war zentral für das Verständnis der Molekularstruktur von Ribonukleinsäure, Viren und Graphit. Ihr wichtigstes Forschungsergebnis war die mathematische Analyse ihrer Röntgenbeugungsdiagramme der Desoxyribonukleinsäure; sie war Voraussetzung zur Aufklärung der Doppelhelixstruktur der DNA. Ihr gemeinsam mit ihrem Doktoranden Raymond Gosling im April 1953 zu diesem Thema veröffentlichter Forschungsartikel bildete die Basis für den parallel erschienenen Artikel von James Watson und Francis Crick zur Struktur der DNA. Obwohl die Forschungsergebnisse von Franklin die Grundlage für die Entschlüsselung der DNA durch Watson und Crick bildeten, wofür die beiden 1962 den Nobelpreis erhielten, wurden weder Franklin noch Gosling für ihre Forschung gewürdigt. Franklin starb vier Jahre vor der Vergabe des Nobelpreises im Alter von 37 Jahren an einer Krebserkrankung, die wahrscheinlich durch die Röntgenstrahlenexposition während ihrer Forschung verursacht worden war.

## Leben

### Familie und frühe Jahre (1920–1930)
Rosalind Franklin entstammte einer angesehenen jüdischen Familie Englands. Ihr Großonkel Sir Herbert Samuel war zum Zeitpunkt ihrer Geburt gerade zum Hochkommissar für Palästina ernannt worden, ihr Vater Ellis Franklin war ein angesehener Bankier und ihre Mutter Muriel entstammte einer Familie von Intellektuellen und Akademikern.
Beide Elternteile legten Wert auf eine sehr sorgfältige Schulausbildung und Allgemeinbildung ihrer fünf Kinder, von denen Rosalind das zweitälteste war. Ihr Bruder David wurde 1919 geboren, ihre jüngeren Brüder Colin 1923 und Roland 1926. Ihre Schwester Jennifer kam 1929 zur Welt, als Rosalind neun Jahre alt war. Die Franklins unternahmen zahlreiche Reisen mit ihren Kindern und reisten dabei – für damalige Zeit eher ungewöhnlich – auch viel ins Ausland. Ihre Tochter Rosalind genoss diese Reisen und zeigte darüber hinaus schon als Sechsjährige ein lebhaftes Interesse an Naturwissenschaften. In einem Brief schilderte Rosalinds Tante Mamie Bentwich, wie Ellis Franklins Familie den Urlaub verbrachte, und hielt über die Sechsjährige fest: „Rosalind ist erschreckend schlau – aus reinem Vergnügen verbringt sie ihre ganze Zeit mit Arithmetik & ihre Rechnungen stimmen immer.“

### Frühe naturwissenschaftliche Ausbildung (1930–1938)
Die Schulen, die Ellis und Muriel Franklin für ihre Tochter aussuchten, unterstützten diese Neigung. Zwei Jahre verbrachte Rosalind in einem Mädcheninternat an der Kanalküste und begeisterte sich vor allem für den naturwissenschaftlichen Unterricht.
Ab Januar 1932 besuchte sie die St.-Paul’s-Mädchenschule, deren Philosophie es war, jedes Mädchen auf einen beruflichen Werdegang vorzubereiten, und die Wert darauf legte, dass die Mädchen sich Ziele jenseits der Ehe setzten. Die Schule zeichnete sich vor allem durch hervorragenden naturwissenschaftlichen Unterricht aus.
Im Bericht zum Kontrollbesuch, den der Immatrikulations- und Schulaufsichtsrat der Londoner Universität der Schule 1935 abhielt, wurden neben dem hervorragenden naturwissenschaftlichen Gebäudekomplex auch die Qualifikationen der Lehrerinnen für Physik, Chemie und Biologie hervorgehoben sowie der gründliche und nachhaltige Mathematikunterricht gelobt.
Ihre Biografin Brenda Maddox vermutet, dass die naturwissenschaftliche Ausbildung, die Rosalind Franklin an der St.-Paul’s-Mädchenschule erfahren hatte, ihr wissenschaftliches Vorgehen wesentlich prägte. Naturwissenschaft galt „als eine intellektuelle Anstrengung, die eher Sauberkeit, Gründlichkeit und Ausdauer als Aufregung und Wagemut verlangt“.

### Studienjahre (1938–1941)

#### Studium in Cambridge
Im Frühjahr 1938 bestand die noch Siebzehnjährige die Zulassungsprüfungen an der Universität Cambridge. In der Chemieprüfung schnitt sie als Beste ab und wurde deshalb mit einem Stipendium ausgezeichnet, das einen großen Teil der Universitätsgebühren abdeckte. Ihr Vater veranlasste jedoch, dass das Geld einem der Studenten zur Verfügung gestellt wurde, die aus dem nationalsozialistischen Deutschland nach England geflohen waren.
In Cambridge boten ihr beide Frauencolleges, Girton und Newnham, einen Studienplatz an. Rosalind Franklin entschied sich für Newnham und begann im Oktober 1938 ein Studium der Naturwissenschaften, das sie 1941 abschloss.
Sie verbrachte ihre Zeit abseits des geselligen College-Lebens. Entspannung suchte sie im Sport; sie spielte Squash und Tennis, unternahm lange Radtouren und ruderte.
Während ihres Studiums spezialisierte sie sich zunehmend auf die Kristallographie und die physikalische Chemie, die sich mit Struktureigenschaften und dem Verhalten von Atomen und Molekülen befasst. In physikalischer Chemie schloss sie als Beste ab, worauf man ihr mit einem College-Stipendium ermöglichte, in einem vierten Jahr in Cambridge zu forschen.

#### Weibliche Studenten, weibliche Dozenten
Rosalind Franklin studierte während einer Zeit, in der die akademische Ausbildung einer Frau noch lange keine Selbstverständlichkeit war. Brenda Maddox beschrieb in ihrer Franklin-Biografie die Situation, in der sich Rosalind Franklin befand, folgendermaßen:

„In Cambridge waren seit 1869 Frauen zugelassen, Juden seit 1871; aber anders als in Oxford, wo man Frauen seit 1921 einen akademischen Titel gewährte, wurden Frauen hier nicht als ‚Universitätsangehörige‘ akzeptiert. Auch betrachtete man Frauen nicht als vollwertige Studenten, sondern lediglich als ‚Schülerinnen der Colleges von Girton und Newnham‘. Sie hatten nur nominell Anspruch auf einen Titel. Der ‚Titten-Titel‘ war ein gelungener Scherz. Studentinnen war der Zugang zu den Vorlesungen der Männer gestattet, aber man erwartete von ihnen zumindest bis in die frühen dreißiger Jahre, dass sie in den vorderen Reihen beieinander saßen … Die Dozentinnen und die Prinzipalin von Newnham durften nicht an wichtigen Universitätszeremonien teilnehmen. Vielmehr erwartete man von ihnen, dass sie bei traditionellen Feierlichkeiten, wenn die Männer ihre scharlachroten Akademikerroben und die schwarzen, samtenen Doktorhüte trugen, mit Hut und Handschuhen bei den Ehefrauen des Lehrkörpers saßen.“
Wissenschaftlerinnen fanden insbesondere in den naturwissenschaftlichen Fächern nur sehr schwer Anerkennung. Erst 1945 wurden die ersten Wissenschaftlerinnen in die britische Royal Society aufgenommen. 1944 war das Jahr, in dem Otto Hahn mit dem Nobelpreis ausgezeichnet wurde, Lise Meitner jedoch, wie in den Folgejahren, übergangen wurde.
Die widerstrebende Aufnahme von Frauen in die Reihen der Wissenschaftler erlebte Rosalind Franklin nicht nur als Studentin. Während ihrer gesamten Forschungszeit litt sie an der zögernden Akzeptanz von Forscherinnen in ihrem Fachgebiet. Insbesondere während ihrer Forschungszeit am King’s College in London schien ihr Geschlecht zur mangelnden Akzeptanz seitens ihrer Kollegen beizutragen.

### Forschung über Kohle – Rosalind Franklins Beitrag zur britischen Kriegsanstrengung (1942–1946)

#### Die Franklins und der Krieg
Als britische Juden hatte die Familie Franklin die Entwicklungen im nationalsozialistischen Deutschland aufmerksam verfolgt. Besonders Rosalinds Vater engagierte sich stark, als ab 1938 der Strom jüdischer Flüchtlinge zunahm. Ellis Franklin reduzierte seine Arbeitszeit bei seiner Bank und leitete die Bürgschaftsabteilung des deutsch-jüdischen Flüchtlingskomitees; gemeinsam mit seiner Schwester Mamie Bentwich gründete er außerdem eine Organisation, die sich um die Unterbringung jener deutsch-jüdischen Kinder kümmerte, die in England eintrafen. Zwei davon wurden 1938 in die Franklin-Familie aufgenommen. Im Januar 1945 wurde Ellis Franklin dafür mit dem Verdienstorden des British Empire ausgezeichnet.
Rosalind selbst war zutiefst davon betroffen, wie gleichgültig ihren Kommilitonen die Novemberpogrome von 1938 in Deutschland waren. Mit ihrem Vater war sie sich darüber einig, dass Adolf Hitler gegenüber entschiedener Widerstand zu leisten war. Uneinigkeit bestand lediglich darin, worin ihr Beitrag über das Sammeln von Spendengeldern und ehrenamtlicher Arbeit für die Flüchtlingsorganisationen hinaus bestehen sollte. Aus Sicht ihres Vaters stellte sie ihr Studium über alles, während ihre Brüder für ihr Heimatland ihr Leben riskierten. In einem Brief vom 1. Juni 1942 schrieb sie ihm:

„… ich weiß nicht, wieso du auf die Idee kommst, ich hätte mich darüber ‚beschwert‘, die Promotion für die Kriegsarbeit aufgeben zu müssen. Als ich mich vor einem Jahr in der Forschung beworben habe, wurde ich gefragt, ob ich Kriegsarbeit leisten wollte, und ich hatte Ja gesagt. Man hatte mich glauben lassen, dass das erste Problem, mit dem ich mich zu befassen hätte, Kriegsarbeit sei … ich [habe] bei mehreren Anlässen, entgegen dem Rat meiner Vorgesetzten, ausdrücklich betont, dass ich lieber jetzt Kriegsarbeit leisten und erst später promovieren möchte.“

#### Arbeit bei der British Coal Utilisation Research Association
Die Gelegenheit zu kriegswichtiger Arbeit bot sich ihr, als 1942 an der neu eingerichteten „British Coal Utilisation Research Association“ eine Belegschaft aus frisch graduierten Physikern zusammengestellt wurde.
Rosalind Franklin begann als „Assistant Research Officer“ die physikalisch-chemischen Eigenschaften von Kohle zu untersuchen. Ziel dieser als kriegswichtig eingestuften Untersuchungen war es, Kohle effizienter zu nutzen. Parallel dazu arbeitete sie als Luftschutzwartin, die die Verdunkelungen überprüfte.
Ihre Untersuchungen waren auch Gegenstand ihrer Promotionsarbeit; ihren Doktortitel (Ph.D.) in physikalischer Chemie erhielt sie 1945. Die Zusammenfassung ihrer Forschungsergebnisse erschien 1946 in der britischen Zeitschrift Transactions of the Faraday Society unter dem Titel Thermische Ausdehnung von Kohlen und carbonisierten Kohlen.

### Die französischen Jahre (1947–1950)

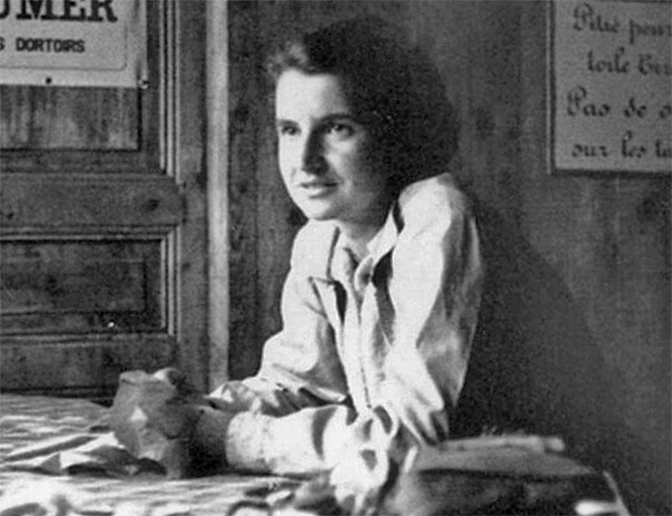
Franklin in Paris (undatiert)

Da sie nach dem Abschluss dieser Arbeiten keine weiteren interessanten Forschungsprojekte erhielt, ging sie 1947 nach Paris, um dort am „Laboratoire Central des Services Chimiques de L’Etat“ zu arbeiten, und entwickelte sich dort zur Spezialistin für die Kristallstrukturanalyse. Die Stelle erhielt sie auf Vermittlung der französisch-jüdischen Physikerin Adrienne Weill, die während der Besetzung Frankreichs durch die Nationalsozialisten in Cambridge gearbeitet hatte und aus dieser Zeit Rosalind Franklin gut kannte.
Das Labor, das eine staatliche Forschungseinrichtung war, stand unter Leitung von Jacques Mering, der ebenso wie seine wenig mehr als zwanzig Mitarbeiter Rosalind Franklins Fähigkeit zu komplexer experimenteller Arbeit zu schätzen wusste. Unter Merings Anleitung lernte sie, Röntgenstrahlung zur Analyse der inneren Struktur von Holzkohle und Kohle einzusetzen. Für Rosalind Franklin war nicht nur die Arbeit sehr befriedigend, sie fühlte sich unter ihren Arbeitskollegen auch sehr wohl. Sie selbst war für eine kleine Gruppe von Mitarbeitern zuständig, die Röntgenbeugungsanalysen bei Kohlenstoffen einsetzten. Ihre Arbeit dokumentierte sie in zahlreichen Aufsätzen, die in Fachzeitschriften wie der Acta Crystallographica oder den Transactions der Faraday Society erschienen. Am Ende ihrer Jahre in Paris war sie auf ihrem Fachgebiet eine international anerkannte Wissenschaftlerin.
Frankreich litt in der Zeit, in der Franklin dort lebte, noch unter den wirtschaftlichen Beschränkungen der Nachkriegszeit, in der alltägliche Dinge rationiert waren. Franklin improvisierte, indem sie sich Lebensmittel aus England zusenden ließ oder beispielsweise ihrer Mutter ihre exakten Maße für einen Unterrock zusandte, da in England die dafür verwendete Fallschirmseide einfacher erhältlich war als in Frankreich. Trotz dieser erschwerten Lebensbedingungen lassen ihre Briefe, die sie an ihre Familie richtete, darauf schließen, dass die Jahre in Frankreich zu ihren glücklichsten gehörten. Trotzdem drängte vor allem ihre Familie sie, wieder nach England zurückzukehren.

### King’s College (1950–1953)

#### Unklare Aufgabenverteilung
1950 kehrte sie nach London zurück, um unter Leitung von John Turton Randall am King’s College London weiterzuforschen. Ein dreijähriges Stipendium des „Turner-und-Newall-Komitees“ finanzierte ihre Forschungsarbeiten. Sie selbst war bis zum letzten Moment unentschlossen, ob sie dieses Stipendium annehmen solle oder ob sie nicht in dem französischen Laboratorium, in dem sie so viel Spaß an der Arbeit gefunden hatte, bleiben solle.
Zu den Eigenarten John Randalls, unter dessen Leitung das Laboratorium am King’s College stand, gehörte es, die Aufgabengebiete der Mitarbeiter nicht klar abzugrenzen. Er schrieb Rosalind Franklin kurz vor dem Antritt ihrer Forschungen dort:

„Das bedeutet, dass auf dem Gebiet der experimentellen Röntgenoptik nur Sie und Gosling [Franklins Doktorand] arbeiten werden, wobei Ihnen zeitweilig Frau Heller, eine Absolventin der Syracuse [University], als Assistentin zur Seite stehen wird. Gosling hat in Zusammenarbeit mit Wilkins gefunden, dass Fasern der Desoxyribonukleinsäure – das Material schickte Professor Signer aus Bern – bemerkenswert gute Röntgendiagramme liefern.“

Maurice Wilkins, der stellvertretende Leiter des Laboratoriums, akzeptierte keine ihm gleichgestellte Kollegin und behandelte Franklin als seine Assistentin. Selbst nach einer Intervention im Herbst 1951 durch Randall, mit einem klärenden Dreiergespräch zwischen ihm, Wilkins und Franklin hatte Wilkins Mühe, Franklin zu akzeptieren. Die beiden redeten kaum noch miteinander, die Aufgabengebiete zwischen den zwei Wissenschaftlern mussten deshalb klar getrennt werden. Franklin sollte mit der DNA von Signer arbeiten und ein anderes Teilgebiet als Wilkins untersuchen. Die unklare Aufgabentrennung zwischen Franklin und Wilkins setzte sich in der Literatur über die DNA-Entschlüsselung fort. Da Franklin wenig später starb, lag die Deutungshoheit über den Konflikt weitgehend bei Wilkins. Häufig wird daher nur Wilkins genannt, der weiterhin behauptete, im Laboratorium eine höhere Stellung innegehabt zu haben und gelegentlich Franklin fälschlich als seine Assistentin bezeichnete. In diesem Zusammenhang sind Wilkins Worte über Rosalind Franklin zu verstehen, die der später für die Entschlüsselung der DNA mit dem Nobelpreis ausgezeichnete James Watson in seinem Buch Die Doppelhelix über sie schrieb:

„Maurice [Wilkins] war in der Technik der Röntgenstrahlendiffraktion ein Anfänger. Er brauchte fachmännische Unterstützung und hatte gehofft, Rosy [Rosalind Franklin], eine erfahrene Kristallographin, könne den Gang seiner Forschungen beschleunigen. Aber Rosy sah die Situation auf völlig andere Weise. Sie behauptete, dass man ihr die DNS als ihre eigene Aufgabe zugewiesen habe, und dachte nicht daran, sich als Maurices Assistentin zu betrachten … Eines war klar: Rosy mußte gehen oder an ihren richtigen Platz verwiesen werden.“

#### Franklins Arbeitssituation am King’s College
Franklin fühlte sich nicht nur deswegen am King’s College nicht wohl. An diesem traditionellen College waren Wissenschaftlerinnen nicht als ebenbürtige Kollegen akzeptiert. So waren Frauen zum Beispiel von einem der Speisesäle ausgeschlossen. Darüber hinaus wusste der überwiegende Teil ihrer Kollegen die von ihr bisher geleistete Forschungsarbeit nicht zu würdigen. Von John Randall und dem theoretischen Chemiker Charles Coulson abgesehen, war ihre molekulare Forschung über Kohle und Kohlenstoffe für ihre übrigen Kollegen vollkommen uninteressant und ihre exzellente wissenschaftliche Arbeit wurde schlicht ignoriert.
Zu Franklins Unbehagen trug bei, dass am King’s College nicht gerade die intellektuelle Elite Englands forschte, und Rosalind Franklin hob sich hinsichtlich ihrer Interessengebiete deutlich von ihren Kollegen ab. Ein jahrelanger Freund, der Physiker Simon Altmann, beschrieb in einem Interview mit Franklins Biografin Maddox die Situation folgendermaßen:

„Wohlbelesen in zwei Sprachen war sie [Rosalind Franklin] ein zivilisiertes, intellektuelles Leben sowie Gespräche über Malerei, Lyrik, Theater und Existenzialismus gewohnt … Jetzt umgaben sie Menschen, die noch nie von Sartre gehört hatten, die hauptsächlich den „Evening Standard“ lasen und denen die Sorte Mädchen gefiel, die sich auf Fachbereichsparties betranken, von Schoß zu Schoß weitergereicht wurden und sich den BH öffnen ließen.“

#### Die DNA-Forschung am King’s College

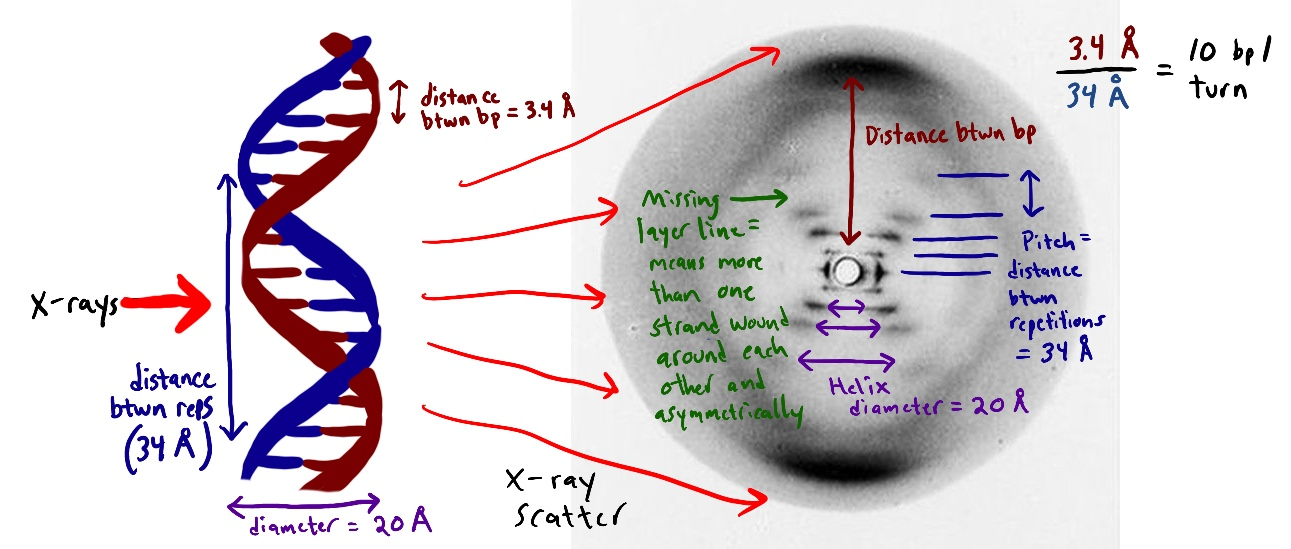
Das Foto der Röntgenbeugung durch DNA ermöglichte deren Entschlüsselung

Den Wissenschaftlern am King’s College stand eine besonders reine DNA-Probe zur Verfügung, die in ihrer Konsistenz an Rübenkraut erinnerte. Mit einem Glasstab konnte man daraus eine kaum wahrnehmbare Faser von DNA herausziehen. Entzog man dieser Faser Wasser, zeigte ihre Struktur geordnete, sich wiederholende, quasikristalline Eigenschaften. Rosalind Franklin entwickelte Methoden, wie man der A-Form-DNA wieder Wasser hinzufügen konnte. Mit Hilfe ihrer Röntgendiagramme konnte Franklin zeigen, dass sich nach der Wasseraufnahme die Struktur der DNA geändert hatte. Franklin fand dadurch heraus, dass DNA-Moleküle in zwei Formen, A und B, vorkommen, die sich durch ihren Wassergehalt unterscheiden. Sie entwickelte ein Verfahren, die zwei Formen in Reinform zu erhalten, und so gelang es ihr, Röntgenbilder von höchster Qualität aufzunehmen. Ihre Bilder waren die besten bisher erzielten Aufnahmen der DNA. Mit Hilfe dieser Bilder stellte sie fest, dass die Zucker- und Phosphatanteile der DNA auf der Außenseite des Moleküls liegen und dass DNA die Form einer Helix hat. Nach ihren Untersuchungen musste die DNA entweder aus zwei, drei oder vier Helixsträngen bestehen.

#### Die Jagd nach der Entschlüsselung der DNA
Die Entschlüsselung der DNA und die Entdeckung der Doppelhelix lagen Anfang der 1950er Jahre „in der Luft“.
Ende der 1940er Jahre war nachgewiesen worden, dass die DNA aus langen, unverzweigten Kettenmolekülen bestand. Oswald Theodore Avery hatte außerdem 1944 nachgewiesen, dass bei Bakterien zumindest teilweise die DNA der Träger der genetischen Information ist.
Zu ähnlichen Schlüssen war 1952 Alfred D. Hershey gemeinsam mit seiner Assistentin Martha Chase gelangt.
Zahlreiche Wissenschaftler unternahmen daher Anstrengungen, die Struktur der DNA zu entschlüsseln.
Zu den Personen, denen man am ehesten die Entschlüsselung zutraute, zählte Linus Pauling, der bereits weitreichende Forschungen zu Proteinen vorgenommen hatte.
Er hatte schon 1951 für diese sein Modell der Alpha-Helix-Struktur vorgestellt.
Pauling veröffentlichte zu Anfang des Jahres 1953 ein fehlerhaftes DNA-Modell, bei dem er drei DNA-Fäden unterstellte (Franklin schrieb ihm unmittelbar nach der Veröffentlichung und begründete mit ihren Analysen, warum sein Modell nicht stimmen konnte). Zwei zu dem Zeitpunkt noch unbekannte junge Wissenschaftler an der Universität Cambridge, James Watson und Francis Crick – letzterer hatte zu diesem Zeitpunkt noch nicht einmal seine Promotion abgeschlossen –, sahen in diesem Gebiet eine Möglichkeit, sich wissenschaftlichen Ruhm zu erwerben.
Ihnen war jedoch klar, dass sie sehr rasch zu Ergebnissen kommen mussten und eine schnelle Veröffentlichung notwendig sein würde, wollten sie einem Durchbruch von Pauling zuvorkommen.
Beide standen in engem Austausch mit Maurice Wilkins vom King’s College.
Während Franklin eine empirische Herangehensweise bevorzugte, lag die Stärke von Crick und Watson in der Entwicklung von Theorien.
Unter Einbezug der Informationen, die sie aus einem Vortrag von Franklin am King’s College gewonnen hatten, entwickelten Crick und Watson im Jahre 1952 ein Modell, das aus drei Helixsträngen bestand. Sie luden deshalb Franklin und Wilkins Ende 1952 nach Cambridge ein, um ihnen ihr Modell der DNA vorzustellen. Für Franklin war der Ausflug Zeitverschwendung; sie wies Watson und Crick nach, dass ihr Modell völlig unzulänglich war, und reiste verärgert nach London zurück. Bei aller Zeitnot hielt sie eine Modellbildung ohne Datenbasis nicht für sinnvoll und die Aufstellung des Modells für verfrüht.
Am 30. Januar 1953 gewährte Wilkins, ohne von Franklin eine Erlaubnis dafür zu haben, bei einem Besuch von Watson diesem (und damit auch Crick) Zugang zu Franklins Beugungsaufnahme Nr. 51 mit einer B-Konfiguration der DNA, die insbesondere für Watson der optische Beweis dafür war, dass die DNA eine Helix war. Die B-Form lieferte wesentlich klarere Informationen zur Struktur der DNA als die A-Form. Watson schreibt später zu diesem Vorgang in seinem Buch Die Doppelhelix (1968, folgende):

„Ich erfuhr zu meiner Überraschung, dass er [Maurice Wilkins] mit Hilfe seines Assistenten Wilson in aller Ruhe einen Teil von Rosys und Goslings röntgenographischen Arbeiten dupliziert hatte. So bedurfte er keiner langen Zeitspanne, um seine eigenen Forschungen ganz in Schwung zu bringen.“

Die Aufnahme Nr. 51 von 1952 stammte von Franklins Doktoranden Raymond Gosling, der nun aber Wilkins unterstand, da Franklin sich anschickte, das Labor wegen der feindlichen Atmosphäre zu verlassen.
Während Wilkins und Franklin aufgrund dieser Aufnahme noch kein detailliertes Strukturmodell vorschlagen wollten, war dies für Watson einer der entscheidenden Momente in der Entschlüsselung der DNA, die er in Die Doppelhelix folgendermaßen beschrieb:

„In dem Augenblick, als ich das Bild sah, klappte mir der Unterkiefer herunter, und mein Puls flatterte. Das Schema war unvergleichlich viel einfacher als alle, die man bis dahin erhalten hatte … [Maurice Wilkins gab jedoch zu bedenken,] das eigentliche Problem sei noch immer das Fehlen einer Strukturhypothese, die gestatte, die Basen auf regelmäßige Weise auf der Innenseite der Helix anzuordnen. Das setzte natürlich voraus, dass Rosy [Rosalind Franklin] recht hatte, wenn sie die Basen im Zentrum und das Skelett außen haben wollte! Obwohl Maurice mir versicherte, er sei jetzt völlig von der Richtigkeit ihrer Behauptungen überzeugt, blieb ich skeptisch, denn Francis [Crick] und ich konnten ihren Beweis noch immer nicht recht verstehen.“

Für Watson und Crick reichte allerdings das Foto nicht aus, sie benötigten die genauen Daten aus Franklins mathematischer Analyse. Diese Daten standen in Franklins noch nicht publiziertem Forschungsbericht für das Komitee des Medical Research Council (MRC), dem Max Perutz angehörte. Perutz leitete den Bericht im Februar 1953 an seinen Kollegen Lawrence Bragg in Cambridge weiter, der ihn an Watson und Crick weitergab. Der Bericht war formal nicht streng vertraulich, und Watson und Crick teilten niemandem mit, dass die Forschergruppe der Cambridge University fortan mit den Daten des King’s College arbeitete.
Franklin hatte ähnliche Daten in ihrem öffentlichen Vortrag in einem Seminar am King’s College im Herbst 1951 vorgestellt. Watson war sogar bei diesem Vortrag anwesend, erkannte aber ironischerweise die Brisanz nicht und schenkte dem Vortrag keinerlei Aufmerksamkeit, wie er selbst zugab. Zum Ärger von Crick machte er sich nicht einmal Notizen.
Am 6. März 1953 ging eine Publikation von Franklin und Gosling bei der Fachzeitschrift Acta Crystallographica ein, in der die DNA korrekt als Doppelstrang beschrieben wurde, mit außenliegenden Phosphatgruppen und Basen, die innen durch Wasserstoffbrücken verbunden waren. Franklin erkannte nicht nur die Doppelhelixstruktur (spätestens Ende Februar), sondern auch den komplementären Charakter der Nukleotide und die sich daraus ergebenden unendlichen Möglichkeiten der Abfolge für die Verwendung als genetischer Code. Wie nah sie der Lösung kam, stellte Aaron Klug, ihr engster Mitarbeiter am Birkbeck College, später in zwei Artikeln in Nature dar.
Anhand von Franklins Analysedaten im Komiteebericht zogen Watson und Crick in Cambridge ebenfalls den Schluss, dass es sich um eine Doppelhelix handeln musste. Bei der Erstellung des genauen, mathematisch und chemisch streng abgesicherten Modells kamen Watson und Crick, die vor allem die Konkurrenz von Linus Pauling fürchteten, Franklin zuvor. Ein großes Problem bei der Erstellung der DNA-Modelle waren die damals in den meisten Lehrbüchern dargestellten Enolformen von Guanin (G) und Thymin (T), die sich durch eine andere Lage von H-Atomen unterschieden, die für die Wasserstoffbrückenbindung der Basen wichtig waren. In einem ersten Modell ging Watson daher von einer Doppelhelix mit Wasserstoffbrückenbindungen zwischen gleichartigen Basen auf beiden Strängen aus (also Adenin (A) mit Adenin, Cytosin (C) mit Cytosin usw.). Tatsächlich gab der amerikanische Kristallograph Jerry Donohue den entscheidenden Hinweis, dass in Wirklichkeit die Ketoformen vorliegen sollten, woraus sich andere Kombinationen von Wasserstoffbrücken ergeben konnten, z. B. war dann die Paarung von unterschiedlichen Basen wie Adenin mit Thymin und Cytosin mit Guanin in zwei antiparallelen Strängen eher möglich. Das ergab auch eine natürliche Erklärung für die Regel von Erwin Chargaff der gleichen Häufigkeit von A und T einerseits und G und C andererseits. Watson und Crick erstellten das entsprechende Modell der Doppelhelix dann am 7. März, wobei ihre Leistung in einem expliziten Modell basierend auf der richtigen und vollständigen Interpretation von Franklins Untersuchungsdaten liegt, für die sie neben weiterführenden Arbeiten 1962 mit dem Nobelpreis ausgezeichnet wurden.
Mitte März 1953 wurden Wilkins und Franklin nach Cambridge eingeladen, wo ihnen das Modell von Watson und Crick vorgestellt wurde. Da es auf den eigenen Daten beruhte, verwundert es nicht, dass sie der Richtigkeit unmittelbar zustimmten. Da Franklin keine Kenntnis vom Datendiebstahl hatte, einigte man sich darauf, dass das Modell allein als das von Watson und Crick veröffentlicht wurde, und Franklins Analysedaten separat. Im April 1953 erschienen in der wissenschaftlichen Zeitschrift Nature drei Artikel zur Struktur der DNA: Im ersten stellten Watson und Crick ihr Modell vor – und gestanden in ihrem knapp einseitigen Artikel ein:

„We have also been stimulated by a knowledge of the general nature of the unpublished experimental results and ideas of Dr. M. H. F. Wilkins, Dr. R. E. Franklin and their co-workers at King’s College, London.“

In den nächsten darauf folgenden Artikeln veröffentlichten Wilkins und Mitarbeiter und Franklin und Gosling getrennt ihre experimentellen Daten, die das Doppelhelix-Modell von Watson und Crick bestätigten.
Die Veröffentlichung der zwei Artikel von Wissenschaftlern des King’s College parallel zu dem von Watson und Crick war dem Eingreifen von John Randall zu verdanken, der damit sicherstellen wollte, dass auf diese Weise sein Labor wenigstens die Anerkennung für die geleistete experimentelle Arbeit erhielt, wenn auch die Ehre für die Aufstellung des Modells an Wissenschaftler von Cambridge ging. Bei einer Feier am 25. April im King’s College anlässlich der Veröffentlichung der Nature-Artikel war Rosalind Franklin schon nicht mehr anwesend, da sie bereits an das Birkbeck College gewechselt war. Wilkins setzte die detaillierte experimentelle Überprüfung des Modells von Watson und Crick in den folgenden Jahren fort, während Rosalind Franklin sich gezwungenermaßen anderer Forschung zuwandte.
15 Jahre lang leugneten Watson und Crick, die exakten Daten von Franklins röntgenspektografischen Befunden aus ihrem unveröffentlichten Forschungsbericht vorab gekannt zu haben. Wahrheitswidrig schrieben sie beispielsweisen in ihrem Nature-Aufsatz von 1953 im Hinblick auf die im Anschluss abgedruckten experimentellen Arbeiten von Franklin und Wilkins: We were not aware of the details of the results presented there when we devised our structure, which rests mainly though not entirely on published experimental data and stereochemical arguments. (Wir kannten die Details der dort präsentierten Resultate nicht, als wir unsere Struktur entwarfen, die hauptsächlich, wenn auch nicht vollständig auf publizierten experimentellen Daten und stereochemischen Argumenten beruht.) Immerhin dankten sie am Ende ihres Aufsatzes knapp und stark untertreibend Wilkins und Franklin (We have also been stimulated by a knowledge of the general nature of the unpublished experimental results and ideas of Dr. M. H. F. Wilkins, Dr. R. E. Franklin and their co-workers at King’s College, London).
Erst im Jahr 1968 veröffentlichte Watson sein Buch Die Doppelhelix, in dem er seine Erinnerungen an dieses Projekt beschrieb und eingesteht, Franklins Daten übernommen zu haben, ohne dass Franklin davon wusste (Zitat aus Watsons Buch Die Doppelhelix: „Ich wußte von ihren Unterlagen mehr, als sie dachte“). Crick, der in den späten 50er Jahren gut mit Franklin befreundet war, bestätigte später, dass die Entwicklung des Modells ohne Franklins Daten nie zustande gekommen wäre. Es ist nicht klar, inwieweit Franklin ahnte, in welchem Ausmaß das Modell von Watson und Crick auf ihrer eigenen Arbeit beruhte. Nach Raymond Gosling war ihr das wohl bewusst, da sie keine Beweise hatte, äußerte sie aber nie Bitterkeit oder Enttäuschung darüber.

### Die Jahre am Birkbeck College (1953–1958)
Franklin wechselte 1953 zum Birkbeck College. Da man sie am King’s College unter der Bedingung gehen ließ, künftig nicht weiter die DNA zu erforschen, wandte sie sich anderen Forschungsbereichen zu. Franklin leitete am Birkbeck College ein Team von Wissenschaftlern und veröffentlichte zahlreiche Artikel zur Struktur des Tabakmosaikvirus. Verglichen mit dem King’s College war das Laboratorium wesentlich schlechter ausgestattet, aber sie fühlte sich in der Arbeitsatmosphäre sehr wohl. John Desmond Bernal, unter dessen Leitung das Laboratorium stand, schätzte Franklin als hervorragende Wissenschaftlerin. Insbesondere mit ihrem Mitarbeiter Aaron Klug, der 1982 mit dem Nobelpreis für Chemie ausgezeichnet wurde, verband sie eine intensive kollegiale Zusammenarbeit, die umfangreiche Ergebnisse im Rahmen der Pflanzenvirenforschung erbrachte. Sie konnte unter anderem nachweisen, dass das Tabakmosaikvirus nicht kompakt, sondern röhrenförmig als Helix kristallisiert.
Den fragwürdigen Zugriff auf ihre Daten durch Wilkins, Watson und Crick scheint Rosalind Franklin zumindest Crick nicht übel genommen zu haben. Der beruflich bedingte Briefverkehr mit Francis Crick aus den Jahren 1956/1957 war freundlich im Ton.
Für ihre Röntgenstrukturanalyse von Kohle wurde sie 1954 unter anderem zu einer Vortragsreise in die USA eingeladen, der sich 1956 eine zweite anschloss. Ähnliche Anerkennung erhielt sie für ihre Erforschung von Viren. Da auf den neuen Forschungsfeldern ihre Ergebnisse nicht vorab entwendet wurden, wurden die Erfolge ihr zugeschrieben und es mangelte nun nicht mehr an Anerkennung durch ihre Wissenschaftskollegen.

### Krankheit und Tod (1956–1958)
Während ihres Arbeitsbesuchs in New York im Sommer 1956 entwickelte sich bei Rosalind Franklin eine besorgniserregende Aszites. Zurück in London wurde bei ihr ein Ovarialkarzinom diagnostiziert – möglicherweise eine Auswirkung ihrer Arbeit mit Röntgenstrahlen. Bei einer Operation am 4. September 1956 wurden metastasierte Tumorherde mit einer sehr schlechten Prognose gefunden. Von Krankenhausaufenthalten unterbrochen betrieb sie bis kurz vor ihrem Tod am 16. April 1958 ihre Forschungen weiter.
Nachrufe auf sie erschienen sowohl in der Londoner Times, in der Fachzeitschrift Nature als auch in der New York Times. Man nannte sie eine „Vertreterin einer erlesenen Reihe von Pionieren, die die Struktur der Nukleoproteine in Bezug auf Virenkrankheiten und die Genetik beleuchteten“.
In der philanthropischen Tradition ihrer wohlhabenden Familie setzte sie Aaron Klug als ihren Haupterben ein, der mit Hilfe dieser finanziellen Unterstützung ihre gemeinsame Forschungsarbeit in Großbritannien weiterbetreiben konnte.

## Privatleben
Rosalind Franklin war eine begeisterte und wagemutige Bergsteigerin und eine leidenschaftliche Reisende. Freunde und Verwandte schilderten sie als vergnügliche, fröhliche und lebendige Gesellschafterin, die gut mit Kindern umgehen konnte. Besonders während ihrer Zeit in Paris war sie die Anlaufstelle für zahlreiche Freunde und Verwandte, die sie mit Hingabe französisch bekochte. Mit ihren französischen Kollegen traf sie sich zum Tanzen, oder man unternahm gemeinsam Badeausflüge. Dies ist nur deswegen bedeutsam, weil ihre Wahrnehmung in der Öffentlichkeit lange Zeit von James Watson verzerrt worden war, der sie als Blaustrumpf karikierte.

## Rosalind Franklin und der Nobelpreis
Es gilt heute als akzeptiert, dass Franklins Arbeit die wesentliche Grundlage für die Bestimmung der DNA-Struktur lieferte und es ohne ihre Röntgenbeugungsdiagramme und ihre diesbezüglichen Analysen weder Watson noch Crick gelungen wäre, die DNA-Struktur zu entdecken. Unbestritten ist auch, dass es Watson und Crick mühelos gelang, aus Franklins Arbeit die richtigen Schlüsse zu ziehen. Ihr langjähriger Mitarbeiter, der spätere Nobelpreisträger Aaron Klug, konnte anhand ihrer Notizbücher zeigen, dass sie am 23. Februar den Beweis erbracht hatte, dass sowohl die A- wie auch die B-Form der DNA zweikettige Helices waren. Ihr fehlte lediglich noch die Erkenntnis, dass die Basenpaare der DNA den genetischen Code trugen. Diese Schlussfolgerung zogen am 28. Februar 1953 Watson und Crick, nachdem sie – wie Watson später in „The Double Helix“  schilderte – ohne Franklins Wissen sich Zugang zu ihren entscheidenden Röntgenbeugungsdaten verschafft hatten.
Trotz der Bedeutung von Franklins Forschungsergebnissen wurde sie nie für den Nobelpreis nominiert. Den Nobelpreis „für die Entdeckung der Molekularstruktur der Nukleinsäuren und ihre Bedeutung für die Weitergabe von Information in Lebewesen“ erhielten 1962 Watson, Crick und Wilkins. Bezeichnenderweise erwähnten weder Watson noch Crick in ihren Nobelpreisreden die vier Jahre zuvor verstorbene Franklin und ihre Schlüsselrolle bei der Aufklärung der DNA-Struktur mit einem einzigen Wort.
Aaron Klug dagegen, der in ihren letzten Lebensjahren mit Franklin zusammengearbeitet hatte, erinnerte zwanzig Jahre später, im Jahr 1982 in seiner eigenen Nobelpreisrede sehr wohl an Rosalind Franklin. Er verwies darauf, wie sehr sie sein Vorbild gewesen sei, und betonte seine Überzeugung, dass sie gleichfalls mit dieser größten wissenschaftlichen Auszeichnung bedacht worden wäre, hätte sie denn lange genug gelebt.

## Sexismus gegen Franklin
Das Bild, das die Nachwelt von Rosalind Franklin hat, war lange Jahrzehnte von James Watson geprägt. Seine 1969 erschienene Erzählung Die Doppel-Helix enthält zwar schon auf den ersten Seiten das Eingeständnis, dass die Entschlüsselung der DNA nicht eine Angelegenheit von drei, sondern „von fünf Leuten war“, nämlich – in seiner Reihenfolge – Maurice Wilkins, Rosalind Franklin, Linus Pauling, Francis Crick und James Watson selbst. Obwohl also sein Erfolg auf Franklins Forschung basierte, beschrieb er sie, die er in seinem Buch stets herablassend als „Rosy“ bezeichnete – einem abfälligen Spitznamen, den sie zeitlebens strikt abgelehnt hatte – mit folgenden sexistischen Worten:

„Sie tat nichts, um ihre weiblichen Eigenschaften zu unterstreichen. Trotz ihrer scharfen Züge war sie nicht unattraktiv, und sie wäre sogar hinreißend gewesen, hätte sie auch nur das geringste Interesse für ihre Kleidung gezeigt. Das tat sie nicht. Nicht einmal einen Lippenstift, dessen Farbe vielleicht mit ihrem glatten schwarzen Haar kontrastiert hätte, benutzte sie, und mit ihren einunddreißig Jahren trug sie so phantasielose Kleider wie nur irgendein blaustrümpfiger englischer Teenager. Insofern konnte man sich Rosy gut als das Produkt einer unbefriedigten Mutter vorstellen, die es für überaus wünschenswert hielt, dass intelligente Mädchen Berufe erlernten, die sie vor der Heirat mit langweiligen Männern bewahrten.“

Watson war Zuhörer bei Franklins Kolloquiumsvortrag über Röntgenbeugungsdiagramme der DNA, auf dessen Basis sein erstes, noch fehlerhaftes, zusammen mit Crick gebautes DNA-Modell entstand. Watson erinnerte sich an Franklins Vortrag später mit folgenden Worten:
„Einen Augenblick überlegte ich, wie sie wohl aussehen würde, wenn sie ihre Brille abnähme und irgendetwas Neues mit ihrem Haar versuchte.“
Watsons Biograf Ernst Peter Fischer registrierte die Diskrepanz zwischen dem Bild, das Rosalind Franklins Biografen von der Biochemikerin zeichnen, und dem, das durch Watsons Erzählung entsteht, und entschuldigte dies folgendermaßen:

„Es bleibt unbegreiflich, wie Rosalind Franklin, die von ihren Biografen als intellektuell, idealistisch, lebhaft und erlebnisfähig geschildert wird, in ihrer Zeit und im Zusammenhang mit Wilkins die bedrohliche „dark lady“ werden konnte, die Jim [Watson] erlebt und dann auch in dieser Form in sein Buch aufgenommen hat. Man sollte ihm nicht vorwerfen, dass er als unerfahrener 20-Jähriger die schwierige Situation nicht meistern konnte, die mit der historischen Zeit – wir befinden uns im Nachkriegsengland – ebenso zu tun hat wie mit dem persönlichen Status. Das Gespräch zwischen Männern und Frauen ist ohnehin nicht leicht.“
„Wie schwer muss es erst zwischen einem unreifen 24-jährigen jungen Mann und einer reifen „dunklen Schönheit“ gewesen sein? Wahrscheinlich hatte Jim – wie alle Männer – Angst vor Frauen mit solchen Eigenschaften, erst recht, wenn sie plötzlich in Männerwelten eindrangen.“

Trotz solcher Erkenntnisse blieb Rosalind Franklins Bild in der Nachwelt lange von negativen Klischees in Watsons Erzählung geprägt. Daran ändert auch nichts, dass Watson sein Buch in der späteren Auflage um ein paar versöhnliche und anerkennende Worte ergänzte:

„1958 starb Rosalind Franklin im Alter von 37 Jahren. Da sich meine ersten (in diesem Buch festgehaltenen) Eindrücke von ihr – sowohl in persönlicher als auch in wissenschaftlicher Hinsicht – weitgehend als falsch erwiesen haben, möchte ich hier etwas über ihre wissenschaftlichen Leistungen sagen. Ihre Röntgenarbeiten im King’s-Laboratorium werden immer mehr als hervorragend anerkannt. Allein die Tatsache, daß sie die A- und die B-Form der DNS unterschied, hätte genügt, um sie berühmt zu machen. Aber noch größer war ihre Leistung, als sie 1952 mit Hilfe von Pattersons Superpositionsmethoden den Nachweis erbrachte, daß sich die Phosphatgruppen an der Außenseite des DNS-Moleküls befinden müssen. .... Ich hatte inzwischen einen Lehrstuhl in den Staaten und konnte sie darum nicht so oft sehen wie Francis, den sie häufig besuchte, um sich Rat zu holen oder aber, wenn sie etwas besonders Hübsches zuwege gebracht hatte, um sich zu vergewissern, ob er mit ihren Begründungen übereinstimmte. Alle unsere früheren Zänkereien waren längst vergessen und wir beide lernten ihre persönliche Aufrichtigkeit und Großmütigkeit schätzen. Einige Jahre zu spät wurde uns bewußt, was für Kämpfe eine intelligente Frau zu bestehen hat, um von den Wissenschaftlern anerkannt zu werden, die in Frauen oft nur eine Ablenkung vom ernsthaften Denken sehen. Rosalinds Integrität und ihr vorbildlicher Mut wurden allen offenbar, die erlebten, wie sie obwohl sie wußte, daß sie unheilbar krank war, niemals klagte und bis wenige Wochen vor ihrem Tod ihre Arbeit auf einem hohen Niveau fortsetzte.“

Noch in seinem 1997 erschienenen Buch über die Entdeckung der DNA schrieb Paul Strathern über Rosalind Franklin, die er – im Gegensatz zu ihren männlichen Forscherkollegen – schlicht mit ihrem Vornamen ansprach:

„Rosalind war hochintelligent und sehr attraktiv, auch wenn sie auf Make-up verzichtete und sich ohne jeden Schick kleidete. Doch Großbritannien verharrte während der fünfziger Jahre, was die Beziehungen zwischen den Geschlechtern anlangte, noch in der Steinzeit. Wilkins hatte einfach keine Ahnung, was er in seinem Labor mit einer Frau anfangen sollte.“

Diese auf Äußerlichkeiten reduzierte Wahrnehmung einer hervorragenden Wissenschaftlerin führte dazu, dass Franklin mittlerweile als Paradebeispiel für die Diskriminierung von Frauen in der Wissenschaft gilt (Matilda-Effekt), was schließlich doch noch eine – wenn auch späte – Würdigung ihres Beitrags an der DNA-Entschlüsselung zur Folge hatte. Dass heute ihr Name einer breiteren Öffentlichkeit bekannt ist, lässt sich auch auf eine 1987 von der BBC in der Reihe Horizon  gesendete Dokumentation zurückführen, in der sie von Juliet Stevenson verkörpert wurde und Jeff Goldblum James Watson darstellte. Mittlerweile trägt ein Wohngebäude für graduierte Studenten des Newnham College ihren Namen, und im Garten davor steht eine Büste, die an Rosalind Franklin erinnert. In der National Portrait Gallery in London hängt ihr Foto neben dem von Watson, Wilkins und Crick. Das King’s College weihte im Jahr 2000 ein Franklin-Wilkins-Gebäude ein und ehrte damit gleichberechtigt Maurice Wilkins, der dort mehr als ein halbes Jahrhundert tätig war, und Rosalind Franklin, die dort nur wenig mehr als zwei Jahre gearbeitet hatte, ohne sich je dabei wohlzufühlen.

## Posthume Würdigungen und Ehrungen

### Gross-Horwitz-Preis
Fünfzig Jahre nach ihrem Tod wurde Franklin im Jahr 2008 mit einem Ehren-Horwitz-Preis (Honorary Horwitz Prize) ausgezeichnet.

### Rosalind-Franklin-Forschungsstipendium
An der niederländischen Universität Groningen wurde 2002 zur Förderung der Frau in der Naturwissenschaft das auf fünf Jahre angelegte Rosalind Franklin Fellowship (Forschungsstipendium) ins Leben gerufen. Das gut dotierte Stipendium soll dazu beitragen, mehr Professorinnen in den Naturwissenschaften zu etablieren.

### Rosalind-Franklin-Universität

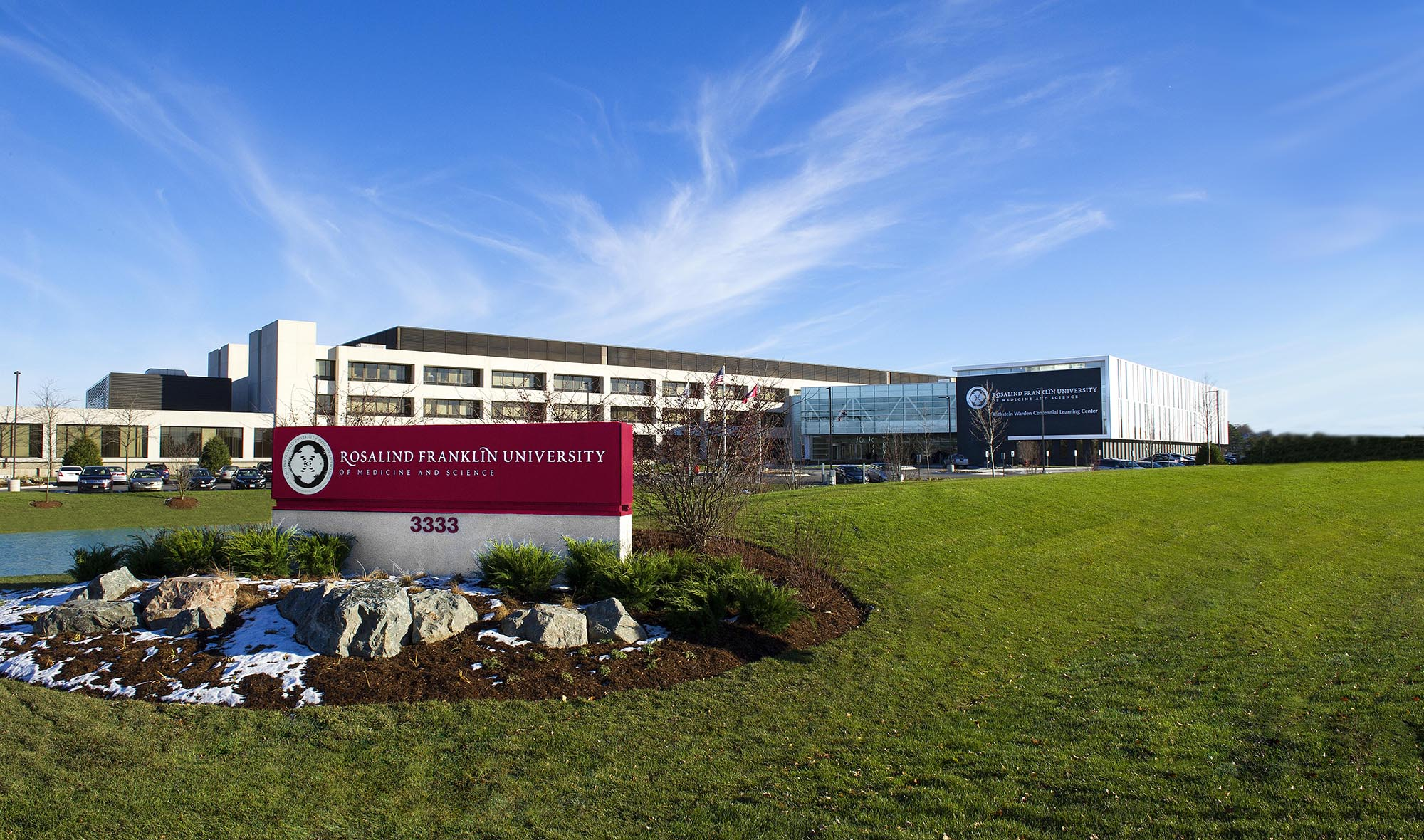
Rosalind Franklin University of Medicine and Science (2013)

2004 änderte die in North Chicago, Lake County (Illinois), gelegene Finch University of Health Sciences ihren Namen in Rosalind Franklin University of Medicine and Science. Das Logo der Universität zeigt Rosalind Franklins Foto 51, das für die Aufklärung der DNA-Struktur entscheidend war.

### Rosalind-Franklin-Institute in Oxford
2018 wurde das britische Rosalind-Franklin-Institute (RFI) auf dem Harwell Science and Innovation Campus südlich Oxford gegründet. Es ist nahe einer großen Synchrotron-Strahlungsquelle (Diamond Light Source), einer Quelle für Röntgenstrahlung, und soll der biologischen Forschung mit modernsten Technologien dienen. Eines ihrer ersten Projekte ist die Entwicklung einer ultraschnellen Kamera mit hoher Auflösung für Gewebeuntersuchungen.

### Rosalind Franklin Award der Royal Society
Die Royal Society vergibt seit 2003 den Rosalind Franklin Award zur Förderung von Frauen in Wissenschaft und Technik.

### Rosalind Franklin Medal and Prize der IOP
Das Institute of Physics vergibt seit 2008 jährlich die Rosalind Franklin Medal and Prize für Anwendungen der Physik in der Biologie.

### Blue Plaque in London

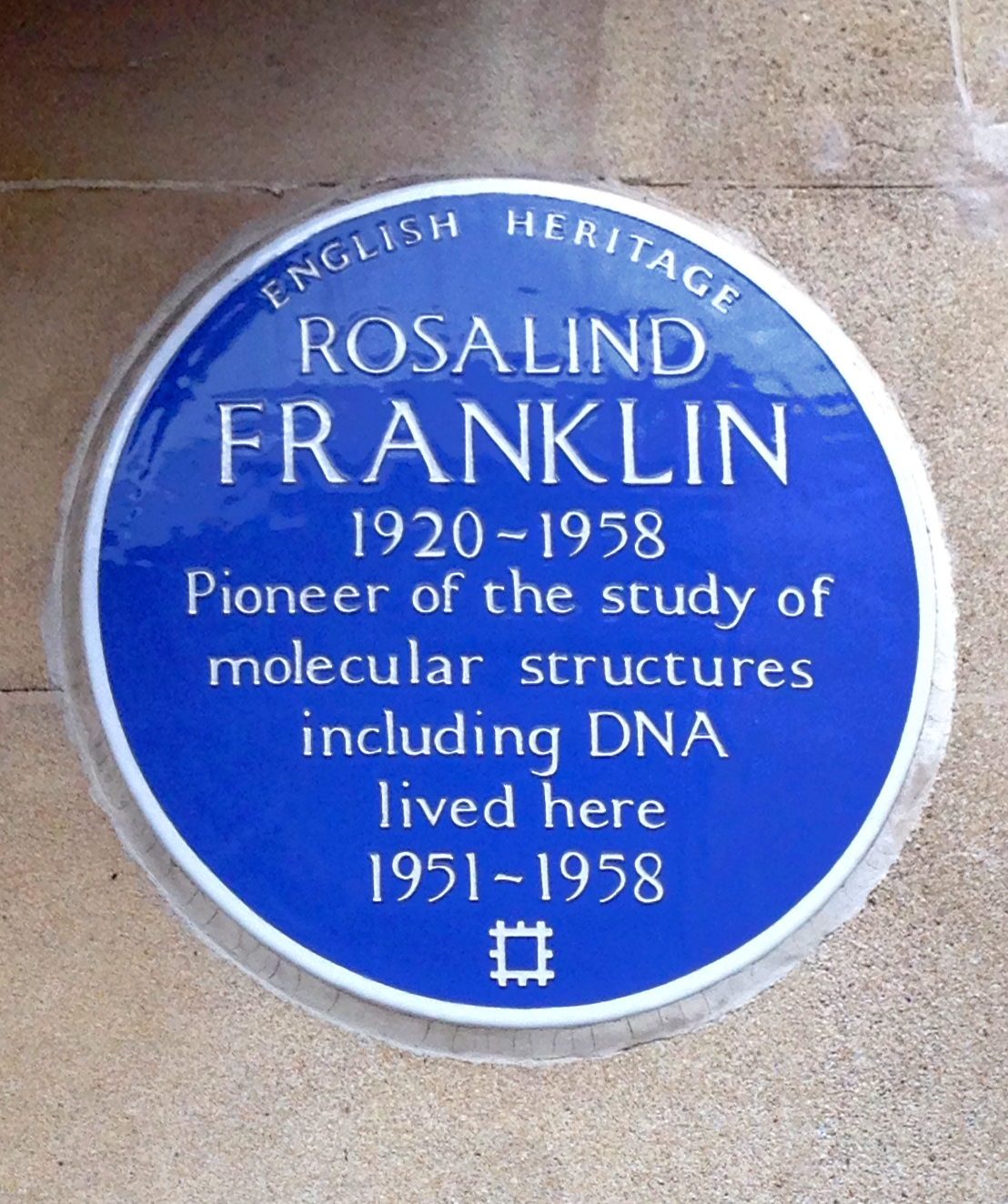
Blue Plaque der English Heritage am Donovan Court in London

Im Jahr 1992 wurde zur Erinnerung an Franklin am Donovan Court im Londoner Stadtteil Royal Borough of Kensington and Chelsea eine Blue Plaque angebracht.

### Rosalind-Franklin-Straßen
In mehreren europäischen Ländern wurden nach Franklin Straßen benannt, etwa in Palaiseau die Rue Rosalind Franklin. In Deutschland geschah dies beispielsweise in Kiel, wo die Stadt, die Christian-Albrechts-Universität zu Kiel und ihre Medizinische Fakultät sowie das Universitätsklinikum Schleswig-Holstein am 31. Oktober 2016 eine Straße innerhalb des Universitätsklinikums zu Ehren von Rosalind Franklin benannten, um sie als Pionierin und Vorbild der molekularen genetischen Medizin zu ehren. In Hennef gibt es ebenfalls eine Rosalind-Franklin-Straße, seit 2018 auch auf dem Wissenschaftscampus Beutenberg in Jena und 2019 beschloss Hannover in Kirchrode-Bemerode-Wülferode eine Straße nach ihr zu benennen.

### Rosalind-Franklin-Mars-Rover der ESA
Der Marsrover Rosalind Franklin, der von der europäischen Weltraumagentur ESA zum Mars geschickt werden soll, um dort nach Lebensspuren zu suchen, wurde nach Franklin benannt.

### TheaterstückFoto 51
Das Bühnenstück Foto 51 der US-amerikanischen Autorin Anna Ziegler, das die Lebensgeschichte von Franklin erzählt, hatte 2008 Premiere am Vernacular Theatre in Maryland und am 27. Oktober 2010 am Ensemble Studio Theater in New York. 2015 inszenierte Theater- und Filmregisseur Michael Grandage das Stück mit Nicole Kidman in der Hauptrolle im Londoner Westend. Im Januar 2016 wurde bekannt, dass Grandage das Stück mit Kidman auch verfilmen will. In Deutschland war Photograph 51 2012 am English Theatre Berlin zu sehen. Die deutschsprachige Uraufführung unter dem Titel Foto 51 fand im Januar 2017 am Hamburger Ernst-Deutsch-Theater statt.

### Song "Rosalind"
Als Teil ihres Albums "Meere" veröffentlichte die Sängerin Wilhelmine den Song "Rosalind", der von Rosalind Franklin handelt.

### Die Veröffentlichung zur DNA im Jahr 1953
- R.E. Franklin, R.G. Gosling: Molecular configuration in sodium thymonucleate. in: Nature. London 171.1953 (25.Apr), 740–741. ISSN 0028-0836

### Biografien
- Anne Sayre: Rosalind Franklin and DNA. W. W. Norton & Co., New York 1975.
- Jenifer Glynn: Rosalind Franklin, 1920–1958. in: E. Shils, C. Blacker (Hrsg.): Cambridge Women – Twelve Portraits. University Press, Cambridge 1995, ISBN 0-521-48287-9
- Brenda Maddox: Rosalind Franklin. Die Entdeckung der DNA oder der Kampf einer Frau um wissenschaftliche Anerkennung. Campus, Frankfurt am Main 2002, ISBN 3-593-37192-8 (Zitiert sind S. 25, S. 42)
- Svetlana Bandoim: Gender Bias in Science, an Analysis of the Careers of Kathleen Lonsdale, Dorothy Hodgkin, and Rosalind Franklin, OCLC 75182013 (Thesis (B.S.), Butler University Indianapolis, 2006).
- Jenifer Glynn: My Sister Rosalind Franklin: A Family Memoir. Oxford University Press, New York 2012, ISBN 978-0-19-969962-9.

### Aufsätze
- Moritz Aisslinger: Sie war’s. Untertitel: Anfang der Fünfzigerjahre: Die Forscherin Rosalind Franklin kommt dem Geheimnis des Lebens ganz nahe. Doch drei Männer betrügen sie um den Lohn ihrer Arbeit – und erhalten den Nobelpreis. In: Die Zeit Nr. 42 vom 13. Oktober 2022, S. 15–17 (Mit Aktualisierungen in der online-Version am 16.10.)[39]
- Matthew Cobb: Sexism in science: did Watson and Crick really steal Rosalind Franklin’s data?, The Guardian, 23. Juni 2015, Online.
- Lynne Elkin: Rosalind Franklin and the Double Helix, Physics Today, Band 56, März 2003, S. 42.
- Aaron Klug: Rosalind Franklin and the Discovery of the Structure of DNA, Nature, Band 219, August 1968, S. 808–810, 833–844.
- Aaron Klug: Rosalind Franklin and the Double Helix, Nature, Band 248, April 1974, S. 78.
- Brenda Maddox: The double helix and the "wronged" heroine, Nature, Band 421, 2003, S. 407–408.